# Деян Моллов
Деян Моллов е български офицер, полицай, главен комисар от МВР.

## Биография
Роден е на 1 юни 1980 г. в град Елхово. През 2002 г. завършва специалност „продоволствено и вещево снабдяване" в Националния военен университет във Велико Търново. От 13 август 2002 г. започва службата му в МВР в Главна дирекция „Гранична полиция“. От 2014 г. е назначен за началник на ГПУ-Болярово. Между 2015 и 2016 г. е заместник-директор на РДГП-Елхово. От 2016 до март 2017 г. е директор на РДГП–Смолян. В периода март 2017 – 2 юни 2021 г. е директор на РДГП–Елхово. На 2 юни 2021 г. със заповед на министър на вътрешните работи е назначен на длъжността директор на Главна дирекция „Гранична полиция“. Остава на този пост до 10 август 2022 г., когато е преназначен за заместник-директор на дирекцията, отговарящ за охраната по границата.

## Награди
- Почетен знак на МВР III степен – 2013[2]
- Почетен знак на МВР II степен – 2015
- Почетен знак на МВР I степен – 2019